# Nicolò I d'Este
Nicolò I d'Este (Ferrara, ... – Ferrara, 1º maggio 1344) è stato un nobile e condottiero italiano.

## Biografia
Era figlio di Aldobrandino II d'Este e di Alda Rangoni. Divenne signore di Ferrara assieme ai fratelli Rinaldo, Obizzo III e a Folco II, nipote di Azzo VIII.
Nel 1333 difese Ferrara dagli attacchi del legato pontificio Bertrando del Poggetto e il 3 febbraio venne fatto prigioniero. Venne liberato dal fratello Rinaldo, che seguì nel 1335 nell'impresa contro Modena.
Nel 1337 comandò l'esercito estense contro Mastino II della Scala, signore di Verona.
Morì nel 1344.

## Discendenza
Sposò Beatrice Gonzaga, figlia di Guido Gonzaga ed ebbero due figli:
- Jacopa, sposò Trincia Trinci, signore di Foligno
- Rinaldo (1333-1369), cavaliere

## Ascendenza
|                          |   |          | Genitori |  |  | Nonni |  |  | Bisnonni         |  |  | Trisnonni       |  |
|                          |   |          |          |  |  |       |  |  | Rinaldo I d'Este |  |  | Azzo VII d'Este |  |
|                          |   |          |          |  |  |       |  |  | Rinaldo I d'Este |  |  | Azzo VII d'Este |  |
|                          |   | Giovanna |          |  |  |       |  |  | Rinaldo I d'Este |  |  |                 |  |
| Obizzo II d'Este         |   |          |          |  |  |       |  |  | Rinaldo I d'Este |  |  |                 |  |
|                          |   | …        | …        |  |  |       |  |  |                  |  |  |                 |  |
|                          |   | …        | …        |  |  |       |  |  |                  |  |  |                 |  |
|                          |   | …        | …        |  |  |       |  |  |                  |  |  |                 |  |
| Aldobrandino II d'Este   |   | …        |          |  |  |       |  |  |                  |  |  |                 |  |
|                          |   | …        | …        |  |  |       |  |  |                  |  |  |                 |  |
|                          |   | …        | …        |  |  |       |  |  |                  |  |  |                 |  |
|                          |   | …        | …        |  |  |       |  |  |                  |  |  |                 |  |
| Jacopina Fieschi         |   | …        |          |  |  |       |  |  |                  |  |  |                 |  |
|                          |   | …        | …        |  |  |       |  |  |                  |  |  |                 |  |
|                          |   | …        | …        |  |  |       |  |  |                  |  |  |                 |  |
|                          |   | …        | …        |  |  |       |  |  |                  |  |  |                 |  |
| Nicolò I d'Este          |   | …        |          |  |  |       |  |  |                  |  |  |                 |  |
|                          | … | …        |          |  |  |       |  |  |                  |  |  |                 |  |
|                          | … | …        |          |  |  |       |  |  |                  |  |  |                 |  |
|                          | … | …        |          |  |  |       |  |  |                  |  |  |                 |  |
| Tobia Rangoni            | … |          |          |  |  |       |  |  |                  |  |  |                 |  |
|                          |   | …        | …        |  |  |       |  |  |                  |  |  |                 |  |
|                          |   | …        | …        |  |  |       |  |  |                  |  |  |                 |  |
|                          |   | …        | …        |  |  |       |  |  |                  |  |  |                 |  |
| Alda Rangoni             |   | …        |          |  |  |       |  |  |                  |  |  |                 |  |
|                          |   | …        | …        |  |  |       |  |  |                  |  |  |                 |  |
|                          |   | …        | …        |  |  |       |  |  |                  |  |  |                 |  |
|                          |   | …        | …        |  |  |       |  |  |                  |  |  |                 |  |
| Caracosa di Ugolino Lupi |   | …        |          |  |  |       |  |  |                  |  |  |                 |  |
|                          |   | …        | …        |  |  |       |  |  |                  |  |  |                 |  |
|                          |   | …        | …        |  |  |       |  |  |                  |  |  |                 |  |
|                          |   | …        | …        |  |  |       |  |  |                  |  |  |                 |  |
|                          |   | …        |          |  |  |       |  |  |                  |  |  |                 |  |